# 돈키호테 (발레)

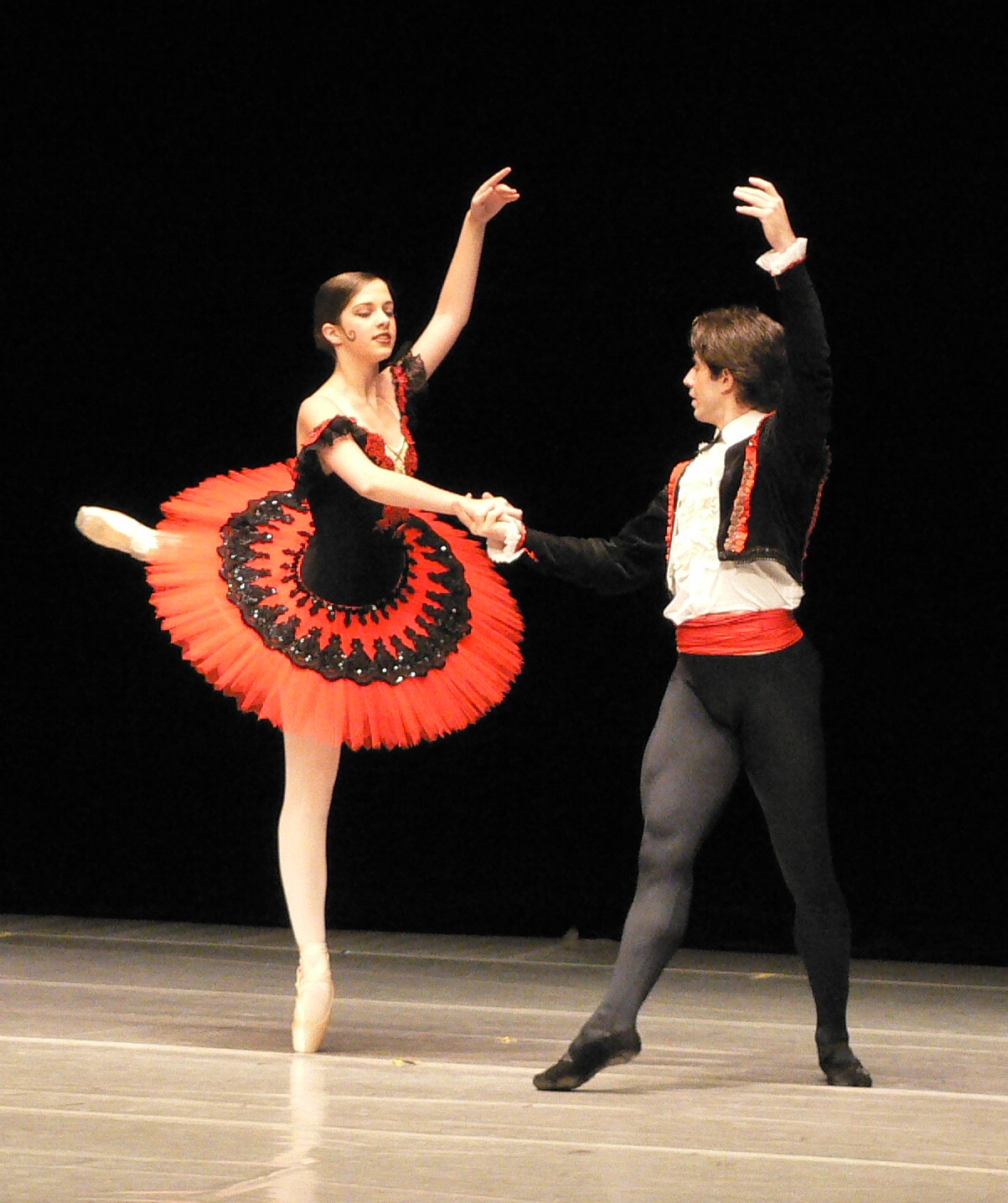

⟪돈키호테⟫는 프롤로그가 있는 3막 8장의 발레이다. 미겔 데 세르반테스의 유명한 소설 ⟪돈키호테⟫에서 제재를 얻은 것으로, 안무는 마리우스 프티파가 담당하였다.

## 줄거리

### 프롤로그
돈키호테의 서재. 돈키호테는 기사가 되어 모험 여행을 하기로 결심, 하인인 산초 판자에게 쇠대야의 투구나 갑옷, 창 등을 가져오게 한다.

### 제1막
바르셀로나 광장. 애마(愛馬)에 올라 탄 돈키호테와 나귀를 탄 산초는 여관 주인 로렌조를 성주(城主)인 줄로 생각하고 부하가 되게 해달라고 간청한다. 그리고 주인의 딸 키트리를 마술사의 요술로 비천한 몸이 된 공주라고 하나, 이 소동으로 키트리는 연인인 이발사 바질과 도망쳐 버린다.

### 제2막
제1장은 여관의 내부. 뛰어 들어온 바질은 칼로 자기 가슴을 찌르며 키트리와 부부가 되게 해달라고 탄원한다. 위장자살인 줄 모르는 돈키호테는 의협심을 부리다가 오히려 여관에서 쫓겨나는 신세가 된다. 제2장은 마을 밖의 풍차가 있는 장면. 집시 수령에게 환대를 받은 돈키호테는 인형 병사인 줄도 모르고 덤벼들어 승리에 도취한 채 달을 보니 그것이 또한 공주로 보여 창을 들고 풍차에 달려드나 풍차 날개에 치여 기절한다.

### 제3막
제1장의 숲 속에서 부상한 그는 기발한 꿈을 꾸며 잠을 이루지 못한다. 제2장은 도르네시아의 뜰 장면으로 아름다운 공주의 환영(幻影)을 본다. 제3장은 그 공주의 아버지인 공작의 사냥터. 돈키호테는 공작으로부터 자기의 성으로 동행하기를 권유받는다.

### 제4막
공작의 성. 돈키호테에게 경의를 표하여 성대한 축연이 베풀어지며, 은월(銀月)의 기사에게 도전을 받아 승부를 걸었으나 패배, 그는 풀이 죽어 집으로 발길을 돌린다.